# Grafschaft Uznach
Die historische Grafschaft und spätere Landvogtei Uznach lag am oberen Ende des Zürichsees in der Ostschweiz. Sie umfasste die sieben Tagwen (Gemeinden) Eschenbach, Schmerikon, Uznach, Goldingen, St. Gallenkappel, Ernetschwil und Gommiswald. 1798 wurde die Landvogtei Uznach als politisches Gebilde aufgelöst.

## Geschichte

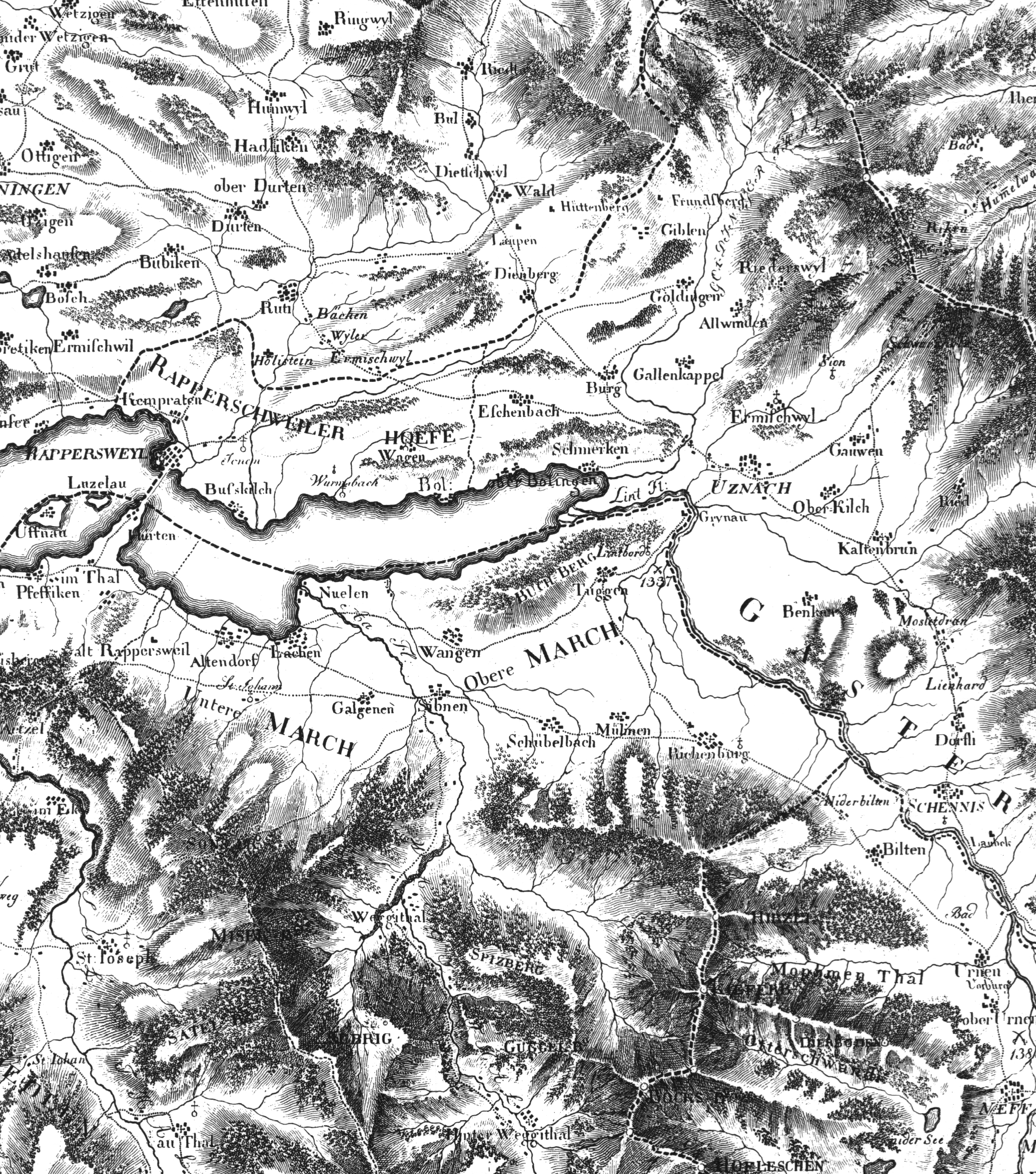
Die Landvogtei Uznach in einer Karte von 1796

### Grafschaft Uznach (13. Jahrhundert bis 1469)
Nach dem Zerfall des Herzogtums Schwaben dominierten lokale Adlige das Geschehen im Raum des oberen Zürichsees. Sie amteten als Kastvögte über die Besitzungen der Klöster St. Gallen und Einsiedeln in dieser Region. Deren bekannteste waren die Herren von Rapperswil und die Grafen von Toggenburg. Das Gebiet von Uznach gelangte um 1195 durch Heirat der Guta von Rapperswil mit Diethelm von Toggenburg an die Herren von Toggenburg. Als diese 1209 den Grafentitel erhielten gründen sie die Stadt und die Grafschaft Uznach, die sie bis zu ihrem Aussterben 1436 beherrschten.
Die Grafschaft gelangte an deren Erben, die Herren von Raron, welche die Grafschaft 1437 an die Kantone Schwyz und Glarus verpfändeten. Da die Stadt Zürich ebenfalls Erbansprüche an die Grafschaft geltend machte, entzündete sich 1439 der Alte Zürichkrieg um das Erbe der Grafen von Toggenburg. Nach der Niederlage Zürichs konnten Schwyz und Glarus 1469 die Grafschaft Uznach käuflich erwerben. Sie wurde zu einer Gemeinen Herrschaft der beiden Kantone.

### Landvogtei Uznach (1469–1798)

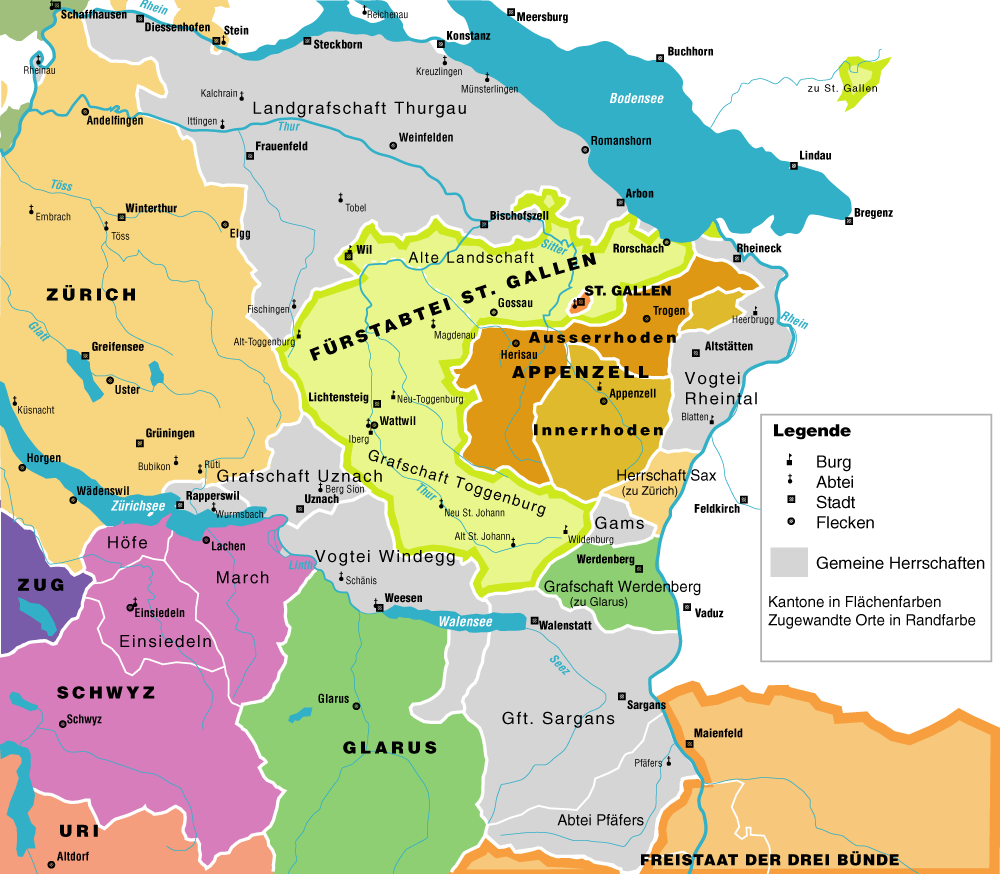
Die «Alte Ordnung» in der Ostschweiz bis 1798

Die Landvogtei Uznach wurde vorerst in zwei Gerichtsbezirke eingeteilt: Stadt Uznach (Schultheiss in Uznach) und Land (Amman am Uznaberg), die 1472 wieder vereinigt wurden. Die Untertanen behielten jedoch weitgehende Autonomierechte. Die wehr- und stimmfähigen Männer der Grafschaft trafen sich alle zwei Jahre zu einer Landsgemeinde und die Genossengemeinden in den sieben Tagwen regelten ihre Angelegenheiten weitgehend selbst.
Das Städtchen Uznach übernahm die Funktion eines Verwaltungszentrums als der Stadtrat und das Stadtgericht 1490 mit denjenigen der Landvogtei verschmolzen wurden. Gleichsam war es auch Sitz des Landrates. Der Landvogt wurde abwechslungsweise von Glarus und Schwyz gestellt, musste aber nicht in Uznach residieren.
In der Reformationszeit gelang es dem katholischen Kanton Schwyz erfolgreich, die Predigt der Reformation in der Landvogtei Uznach zu unterbinden. Der reformiert gewordene Uznacher Pfarrer Jakob Schlosser wurde auf dem Scheiterhaufen verbrannt. Dieser Vorfall löste den Ersten Kappeler Krieg aus, in dem Zürich noch einmal erfolglos versuchte, in den Besitz Uznachs zu gelangen. Mit dem Sieg der katholischen Orte wurde der alte Glaube wiederhergestellt und auf Druck von Schwyz wurden in Uznach bis 1798 ausschliesslich katholische Landvögte eingesetzt.

### Helvetik, Mediation und Kanton St. Gallen
Nach dem Zusammenbruch der alten Eidgenossenschaft entliessen die Kantone Schwyz und Glarus die Landvogtei Uznach 1798 in die Unabhängigkeit. Die Landstände versuchten daraufhin vergeblich, sich mit dem schwyzerischen Untertanengebiet March, der Landvogtei Gaster und der Stadt Rapperswil zu einem eigenen Kanton «Unter dem Walensee» zu vereinigen. In der Helvetischen Republik wurde die ehemalige Landvogtei Uznach Teil des Kantons Linth und nach dessen Auflösung 1803 Teil des Kantons St. Gallen. Zusammen mit der ehemaligen Landvogtei Gaster und der Stadt Rapperswil und deren ehemaligen Untertanengebieten bildete Uznach den Bezirk Uznach. Mit der ersten demokratischen St. Galler Verfassung von 1831 wurde Gaster abgetrennt und die verbliebenen Gebiete bildeten bis 2001 den Seebezirk.

## Wappen

Heutiges Wappen der Gemeinde Uznach

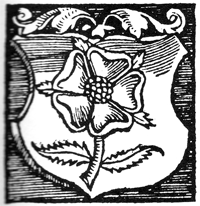
Wappen der Landvogtei Uznach in der Chronik von Johannes Stumpf, 1548

Das Banner der Grafschaft Uznach zeigt eine lorbeergerahmte, grüngestielte silberne Rose mit goldenem Kelch (Wappen der Stadt Uznach) auf rotem Grund. Im Freiviertel bei der Stange die Heilige Maria mit Kind in einer Strahlenmandorla, ebenfalls von einem Lorbeerkranz umgeben. Daneben erscheint der Spruch «O MATER DEI MEMENTO MEI» (Oh Mutter Gottes gedenke meiner).